# Zeinab Kazavatova
Zeinab Kazavatova –en ruso, Зейнаб Казаватова– es una deportista rusa que compitió en lucha libre. Ganó una medalla de oro en el Campeonato Europeo de Lucha de 1993, en la categoría de 61 kg.

## Palmarés internacional
| Campeonato Europeo | Campeonato Europeo | Campeonato Europeo | Campeonato Europeo |
| Año                | Lugar              | Medalla            | Categoría          |
| ------------------ | ------------------ | ------------------ | ------------------ |
| 1993               | Ivánovo (Rusia)    | Medalla de oro     | 61 kg              |